# Bombardamento di Bezuidenhout
Il bombardamento di Bezuidenhout avvenne il 3 marzo 1945, quando la Royal Air Force bombardò per sbaglio il quartiere di Bezuidenhout, presso la città olandese de L'Aia. In quel periodo il quartiere era sovrappopolato a causa degli sfollati provenienti da altre aree de L'Aia e Wassenaar.
Bezuidenhout fu bombardata per errore dalla Royal Air Force in un bombardamento che uccise centinaia di civili. L'obiettivo era il parco adiacente di Haagse Bos, utilizzato dai tedeschi per il lancio dei missili V-1 e V-2, ma tutti gli ordigni mancarono la foresta di circa 500 metri a causa di un errore nella lettura delle carte, cielo coperto ed errato calcolo del vento.

## Avvenimenti
La mattina del 3 marzo, 56 bombardieri tipo B-25 Mitchell e Boston del 137º e 139º stormo della RAF Second Tactical Air Force decollarono dalle basi di Melsbroek vicino a Bruxelles e di Vitry nella Francia settentrionale. Tra le 8 e le 9 di mattina, i bombardieri sganciariono 67 tonnellate di bombe esplosive su Bezuidenhout, seminando morte e distruzione.
A causa di un insufficiente numero di autopompe e vigili del fuoco l'incendio che ne derivò fu esteso ed incontrollato uccidendo 511 persone, inclusi otto vigili del fuoco.
Non appena i britannici realizzarono quale fosse stata l'entità del danno, lasciarono dei volantini sull'area bombardata scusandosi per l'errore. Il Trouw, il giornale della resistenza olandese, riportò:

## Commemorazioni
Il bombardamento è commemorato ogni anno la prima domenica dopo il 3 marzo. Nel 2011 il sindaco dell'Aia Jozias van Aartsen così come i sindaci di Wassenaar e Leidschendam-Voorburg (i residenti di entrambe le città hanno aiutato con l'ausilio dei vigili del fuoco e aiuti per i sopravvissuti) erano presenti alla cerimonia della memoria, che consistette in una funzione religiosa, nella posa di una corona sul Monumento dell'errore umano (in olandese: Monument van de menselijke vergissing) e un concerto alla memoria nel conservatorio reale dell'Aia. Funzione religiosa e concerto si tennero anche nel 2012.